# Panca vuota
La Panca vuota è un affresco di Pietro Lorenzetti, databile al 1310-1319 circa e situato nel transetto sinistro della basilica inferiore di San Francesco ad Assisi. 

## Descrizione e stile
Sotto la grande Crocifissione, oltre una fascia decorata con riquadri contenenti i busti dei santi Rufino, Caterina d'Alessandria, Chiara e Margherita, il Lorenzetti dipinse un originalissimo trompe-l'œil, ovvero una finta panca vuota, come se fosse appoggiata al muro e coperta da una morbida pelliccia. Come in altre sue opere pose attenzione a come cade la luce sui braccioli. 
Si tratta di un esperimento di resa illusoria della realtà estremamente avanzato per il Trecento e irraggiungibile per molto tempo, ben più spinto dei "coretti" di Giotto e Taddeo Gaddi, dei quali si dà tuttavia un saggio, con un libro e un'ampollina all'interno, nella parte inferiore al finto parapetto dove si affacciano la Madonna col Bambino tra i santi Francesco a Giovanni Evangelista. 
La nicchietta dipinta si trovava poi vicino a una vera dispensa a muro, dove erano riposti gli arredi liturgici. Tutti questi elementi dipinti, tra cui anche un finto altare oggi scarsamente leggibile, dovevano dare l'idea di una cappella vera e propria, moltiplicando lo spazio e suggerendo magari un ambiente liturgico dedicato ai committenti.